# Newfolden
Newfolden – miasto w Stanach Zjednoczonych, w stanie Minnesota, w hrabstwie Marshall.